# لورا ليني
لورا ليني (بالإنجليزية: Laura Linney)‏ ممثلة أمريكية من مواليد 5 فبراير 1964، حاصلة على جائزة الإيمي مرتين عام 2002 كأفضل ممثلة عن فيلم آيريس الطائشة وعام 2004 كأفضل ضيفة شرف في مسلسل كوميدي عن دورها في مسلسل فرايجر، ظهرت في أفلام عدة منها نهر غامض.

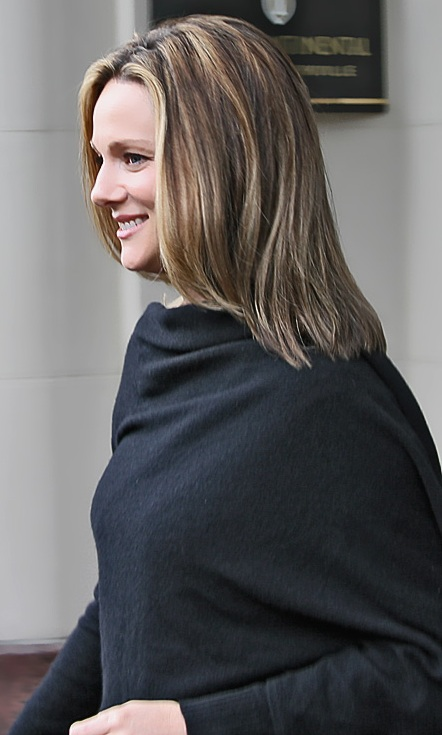
لورا ليني

## أعمالها

### مسلسلات
| السنة | المسلسل | الدور            |
| ----- | ------- | ---------------- |
| 2017  | أوزارك  | زوجة مستشار مالي |

## وصلات خارجية
- لورا ليني على موقع IMDb (الإنجليزية)
- لورا ليني على موقع الموسوعة البريطانية (الإنجليزية)
- لورا ليني على موقع روتن توميتوز (الإنجليزية)
- لورا ليني على موقع مونزينجر (الألمانية)
- لورا ليني على موقع ألو سيني (الفرنسية)
- لورا ليني على موقع ميوزك برينز (الإنجليزية)
- لورا ليني على موقع تيرنر كلاسيك موفيز (الإنجليزية)
- لورا ليني على موقع أول موفي (الإنجليزية)
- لورا ليني على موقع بوكس أوفيس موجو (الإنجليزية)
- لورا ليني على موقع قاعدة بيانات برودواي على الإنترنت (الإنجليزية)
- BlackFilm interview (August 2005)
- Combustible Celluloid interview (February 17, 2003)
- Hollywood.com interview (January 3, 2001)
- Laura Linney Profile by مجلة نيويورك تايمز (July 2010)
- Laura Linney at Emmys.com